# Ciske – ein Kind braucht Liebe
Ciske – ein Kind braucht Liebe ist ein niederländisch-deutsches Spielfilmdrama von Wolfgang Staudte aus dem Jahre 1955. Dem Film liegt der Roman Ciske – de rat von Piet Bakker zugrunde. 

## Handlung
Die Geschichte wird aus dem Blickwinkel des gütigen Lehrers Bruis erzählt. Amsterdam, in den 1930er Jahren. Der kleine Straßenjunge Ciske hat es in seinem bisherigen Leben wirklich nicht leicht gehabt. Man nennt ihn aufgrund seines etwas verwahrlosten Zustandes despektierlich „die Ratte“, und so muss er sich auch allein durchs Leben kämpfen, denn der Vater, der Seemann Freimuth, muss immer mal wieder die Familie verlassen und die verluderte Mutter kümmert sich weniger um ihn als um ihre wechselnden Liebhaber. Nicht selten sperrt Frau Freimuth ihren Halbwüchsigen in den Keller ein. 
Erstmals erfährt Ciske so etwas wie Liebe und Fürsorge, als er in die Schulklasse des Lehrers Bruis kommt, der dem renitenten Kind all seine Aufmerksamkeit widmet. Eines Tages kulminiert ein heftiger Streit mit der Mutter in einer Überreaktion. Ciske sticht mit einem Küchenmesser auf sie ein und verletzt Mutter Freimuth dabei so schwer, dass sie wenig später stirbt. Ciske wird daraufhin in eine Anstalt für schwer erziehbare Kinder weggesperrt. Nachdem er wieder entlassen wird, schlägt ihm zunächst Hass entgegen. Doch Ciske bekommt eine zweite Chance: Sein von der See heimkehrender Vater und dessen zweite Frau, die gütige Jans, wollen sich nunmehr um Ciske kümmern.

## Produktionsnotizen und Wissenswertes
Ciske – ein Kind braucht Liebe entstand in den Monaten Juli und August 1955 im Cineton-Studio in Duivendrecht in der Nähe von Amsterdam mit Außenaufnahmen von Amsterdam und dem dortigen Zirkus Althoff. Nicole van Baarle schuf die Filmbauten. Alfred Bittins übernahm bei der deutschen Fassung die Produktionsleitung.
Von dem Film wurde auch eine niederländische Fassung gedreht, in der bis auf den Ciske-Interpreten Dick van der Velde und die Darsteller Kees Brusse, Jan Teulings und Cees Laseur andere Schauspieler auftraten.
Die deutsche Fassung wurde am 20. Oktober 1955 im Europa-Palast in Duisburg uraufgeführt, die niederländische Fassung Ciske – de rat lief in mehreren Amsterdamer Kinos bereits am 7. Oktober desselben Jahres an.
Während die niederländische Version dieses Films der dritterfolgreichste holländische Film in der Geschichte des Landes war, blieb in Deutschland die deutsche Fassung nahezu unbemerkt. Ciske – ein Kind braucht Liebe gilt als eines der unbekanntesten Werke Staudtes. Dieser Film war die erste Inszenierung des bis dahin für die DEFA arbeitenden Regisseurs, nachdem er endgültig die DDR verlassen hatte.
1983 drehten die Niederländer ein Remake dieses Stoffes.

## Auszeichnungen
- Die FBL verlieh dem Film das Prädikat wertvoll.
- Wolfgang Staudte erhielt bei den Filmfestspielen von Venedig, wo die niederländische Fassung vorgeführt wurde, den Silbernen Löwen und war überdies für den Goldenen Löwen nominiert.

## Kritiken
Paimann’s Filmlisten resümierte: „Sozialpädagogischer Reportage- und Spielfilm, von einem gemischten Ensemble realistisch vor … unheimlich echt gestaltetem Hintergrund [gespielt]...“

„Das pädagogische und soziale Thema ist psychologisch glaubhaft, milieugerecht und packend verfilmt.“